# Distretto di Omna
Il distretto di Omna è un distretto dell'Afghanistan appartenente alla provincia della Paktika.